# Peuceptyelus coriaceus
Peuceptyelus coriaceus — вид полужесткокрылых насекомых из семейства цикад-пенниц.

## Распространение
Распространён в Хабаровском и Приморском краях, на Сахалине, южных Курильских островах, в Сибири, на среднем Урале и в европейской части бывшего СССР (Прибалтике, Белоруссии), а также в Китае (Цинхай), Северной Европе и Польше.

## Описание
Пенница длиной от5,5 до 7,5 мм, в общем бурая, со светло-бурыми не резкими пятнами, щиток сплошь тёмно-бурый. Генитальные пластинки более длинные, без выступа на внешнем крае. Надусиковый киль простой

## Экология
Встречается на елях (Picea).